# 川口雅幸
川口雅幸（1971年—），日本小說家。出身於岩手縣。

## 人物簡介
2004年開始在他自己的個人網站連載《虹色螢火蟲 ～永遠的暑假～》，其後廣受讀者們的好評，2006年由出版社AlphaPolis出版，從此正式出道。2012年被改編成同名電影動畫。
2011年3月11日遇上東日本大震災，雖然居住的公寓和老家從事經營的鐘錶珠寶店在這場震災中遭到摧毀，但所幸他與他的家人都平安無事。

## 作品一覧
- 虹色螢火蟲 ～永遠的暑假～（日语：虹色ほたる 〜永遠の夏休み〜），原名《 ～～》
  - 2007年7月，AlphaPolis（日语：アルファポリス） ISBN 978-4434108716
  - 2010年7月8日，（上）AlphaPolis文庫 ISBN 978-4434145896
  - 2010年7月8日，（下）AlphaPolis文庫 ISBN 978-4434145902
- 夢時計 DREAM∞CLOCKS
  - 2008年10月，AlphaPolis ISBN 978-4434123894
  - 2010年11月，（上）AlphaPolis文庫 ISBN 978-4434150128
  - 2011年11月，（下）AlphaPolis文庫 ISBN 978-4434150135
- UFO夏
  - 2013年7月，AlphaPolis ISBN 978-4434181689

## 來源
1. ↑  . 岩手日報（日语：岩手日報）. 2012-04-28  [2016-08-22]. （原始内容存档于2016年3月4日） （日语）.

## 外部連結
- @ngel's private 'B'-c （页面存档备份，存于） （日語）－川口雅幸的官方個人網站。